# Kepler (opéra)
Pour les articles homonymes, voir Kepler.
Kepler est un opéra en deux actes pour orchestre, chœur et solistes, composé en 2009 par Philip Glass, sur un livret de Martina Winkel (incluant de courts extraits de la Genèse et des versets du poète Andreas Gryphius qui brossent un tableau du climat européen durant la Guerre de Trente Ans) basé sur la vie et les écrits de l'astronome allemand Johannes Kepler. C'est une commande du Théâtre d'État (de) de Linz (ville dans laquelle le savant vécut entre 1612 et 1626).
La première mondiale de l'œuvre a eu lieu le 20 septembre 2009, sous la direction de Dennis Russell Davies et dans une mise en scène de Peter Missotten,. Toujours en Autriche, le 11 octobre 2009, elle est diffusée en direct dans sept cinémas multiplexes. Elle est jouée par la suite en version concert le 18 novembre 2009 à New York, à l'Académie de Musique de Brooklyn,,. La véritable première américaine a lieu au Sottile Theater (en) de Charleston le 26 mai 2012, à l'occasion du Spoleto Music Festival (en), sous la direction de John Kennedy et avec un livret traduit en anglais par Saskia Wesnigk-Wood,.
Avec ce premier opéra en langue allemande, Philip Glass renoue avec ce qu'il nomme lui-même ses « opéras-portrait » de grandes figures historiques (Einstein, Akhénaton, Ghandi et Galilée).

## Argument

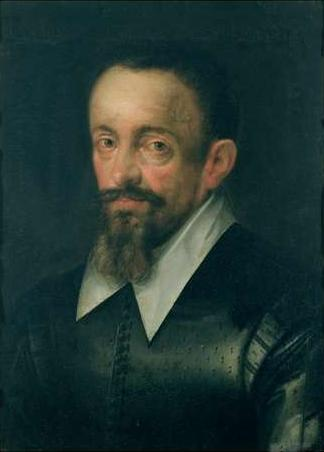
Johannes Kepler

L'astronome et mathématicien allemand est l'unique personnage vraiment identifié (joué lors de la première mondiale par le baryton-basse Martin Achrainer) mais il est entouré de six solistes (trois hommes et trois femmes), alter-ego qui, tantôt illustrent ses théories ou ses conflits intérieurs, tantôt figurent ses collègues scientifiques ou encore les six planètes connues à l'époque,. Enfin deux acteurs jouent les rôles muets, présents tout au long de l'opéra: un petit garçon et une femme personnifiant soit Kepler enfant et sa mère, soit la femme de Kepler et leur enfant.
Il n'y a ni histoire, ni dialogues. On suit par exemple un cycle répété plusieurs fois: Kepler présente une idée, celle-ci est interrogée, critiquée, finalement acceptée par l'ensemble des solistes puis soumise au chœur qui y répond (par une prière, une louange de Dieu ou une condamnation aux cris de « Vanitas! Vanitas! »).
Les trois scènes du premier acte présentent les principes qui ont en quelque sorte fondé ses théories: l'importance de sa foi, sa confiance dans la méthode scientifique, sa conviction que la vie et la recherche de la connaissance sont inextricablement liés.
Les trois scènes du deuxième acte montrent comment ses principes se sont manifestés dans sa vie: la foi pour ses travaux sur l'astrologie, la méthode scientifique pour la découverte des trajectoires elliptiques des planètes autour du Soleil et la recherche de la connaissance pour fuir la douloureuse Guerre de Trente Ans. Portrait sensible de l'homme à travers son sens aigu de l'auto-critique, ses sentiments envers ses collègues (il évoque tous les scientifiques qui le détestent et répertorie les noms de ses adversaires) ou face aux destructions de la guerre,. Dans la dernière scène (Ephemeriden), le chœur chante en latin la célèbre épitaphe de Kepler : Mensus eram caelos. Nunc terrae metior umbras. Mens coelestis erat. Corporis umbra jacet (Je mesurais les cieux. Je mesure maintenant les ombres de la Terre. L'esprit était céleste. Ici gît l'ombre du corps).
Ce qui donne l'unité à ces deux séquences et au personnage lui-même, c'est son idée que la religion et la science doivent être considérées comme complémentaires plutôt que contradictoires.

## Structure
- Acte I
  - Vorspiel/Prolog
  - Fragen 1
  - Polyeder
  - Genesis
  - Gryphius 1 - Auf die Nacht
  - Physica Coelestis
  - Gryphius 2
  - Fragen 2

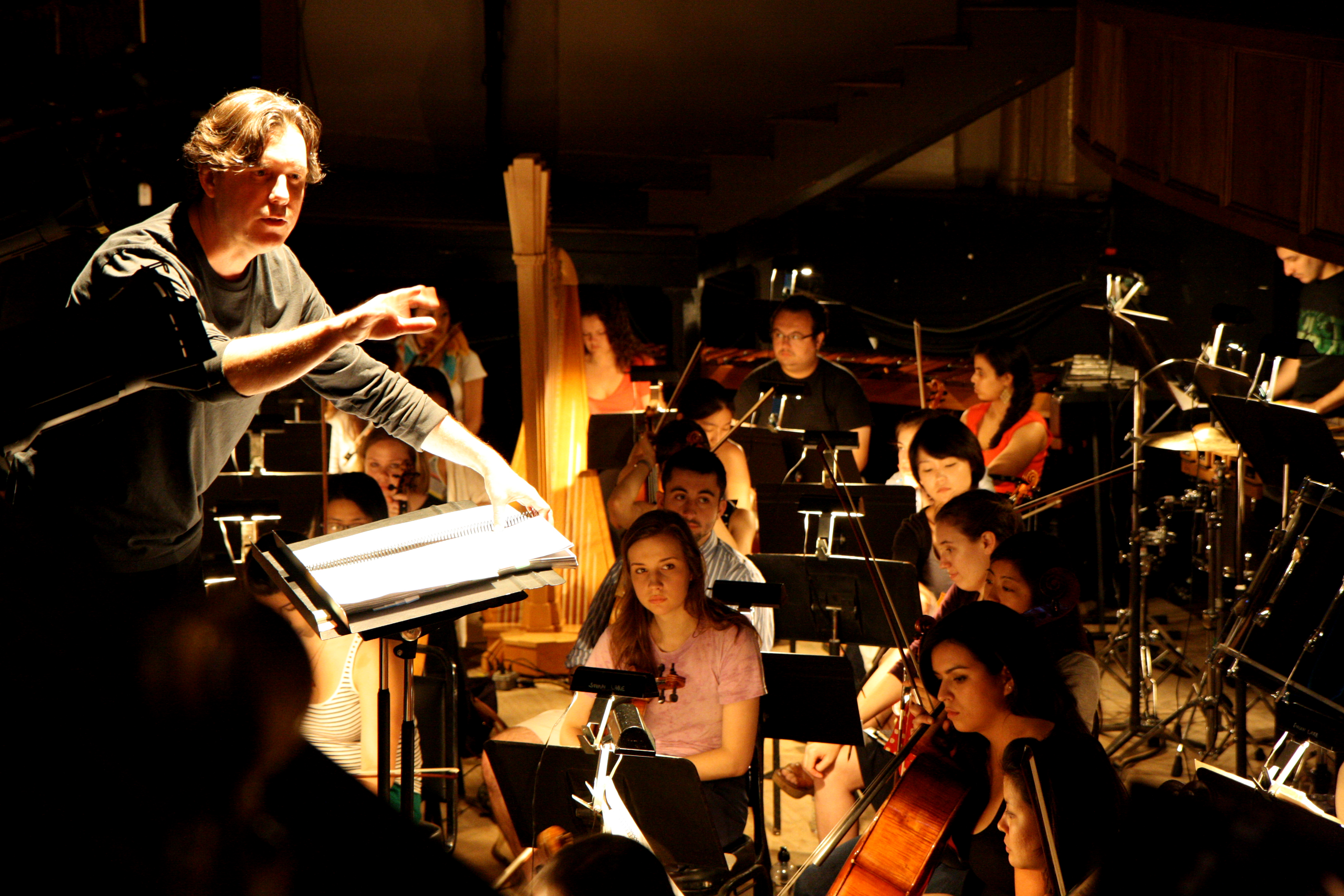
John Kennedy lors des répétitions pour la première américaine en mai 2012

  - Gryphius 3 - Augen. Optisches Paradoxon

- Acte II
  - Ad Astrologiam
  - Gryphius 4 - Zu den Sternen
  - Hypothesen
  - Gryphius 5 Thraenen des Vaterlandes
  - Ephemeriden
  - Epilog

## Discographie
- Martin Achrainer (baryton), Cassandra McConnell (soprano), Karen Robertson (soprano), Katerina Hebelkova (mezzo), Pedro Velázquez Díaz (tenor), Seho Chang (baryton), Florian Spiess (basse), Bruckner Orchester Linz dirigé par Dennis Russell Davies, enregistré le 4 et 11 octobre 2009. Orange Mountain Music (2010).